# Eugenio Gerli
Eugenio Gerli (Milano, 15 luglio 1923 – Milano, 2 ottobre 2013) è stato un architetto e designer italiano.
Durante un intenso percorso professionale, lungo più di sei decenni, ha costruito ville, condomini, palazzi per uffici, fabbriche, banche, negozi, restaurato edifici storici. Spesso ha completato le sue opere con interni e mobili su misura. Questo vasto spettro di esperienze, insieme agli iniziali studi di ingegneria, è alla base dei suoi progetti di disegno industriale, molti dei quali sono oggi dei classici: la sedia S83, la poltroncina PS 142 Clamis, il mobile Jamaica, il sistema per l'ufficio Graphis.

## Biografia

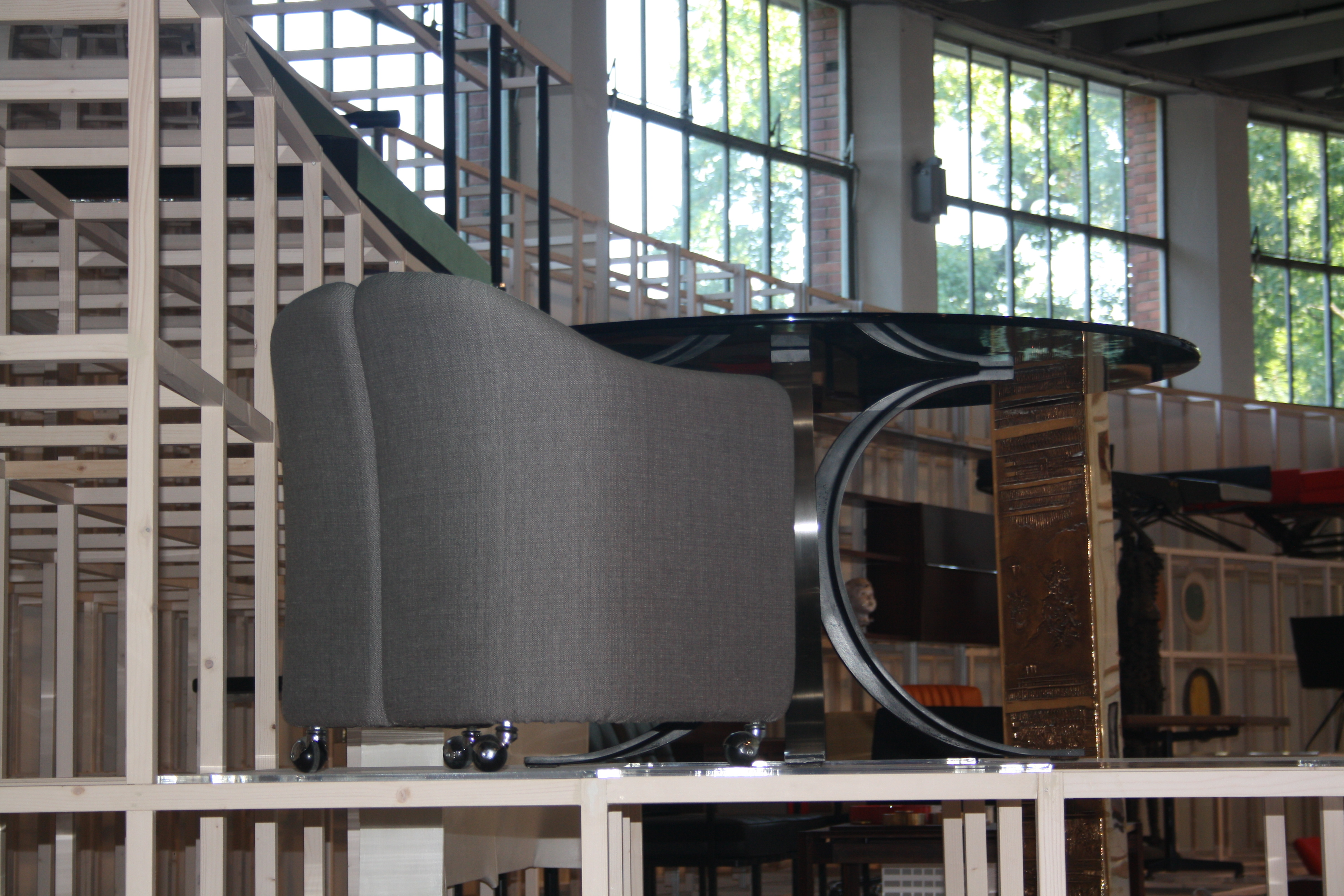
Poltroncina PS 142

Nato a Milano il 15 luglio del 1923 con il nome di Eugenio Cesare Gerli; figlio di Guido Gerli (Londra 1892 - Milano 1987) uomo d'affari inglese e Luciana Chiesa, figlia di Eugenio Chiesa (Milano, 18 novembre 1863 - Giverny, 22 giugno 1930).
Fin dal 1923 la famiglia visse anni difficili per le posizioni antifasciste del nonno deputato repubblicano Eugenio Chiesa con persecuzioni culminate con l’esilio dello stesso nel 1926 e l’arresto nel 1939 del padre Guido, successivamente internato in vari campi di concentramento.
Si laureò in Architettura al Politecnico di Milano nel 1949 come allievo di Piero Portaluppi e di Gio Ponti dopo essere stato iscritto al biennio di Ingegneria.
Si sposa con Marta Somarè figlia del critico d'arte Enrico Somarè e nipote del pittore Cesare Tallone capostipite di una numerosa famiglia di artisti tra i quali il pittore Guido Tallone, l'editore e stampatore Alberto Tallone e il liutaio Cesare Augusto Tallone.
La caratteristica più rilevante delle opere di Eugenio Gerli, influenzate dalle opere di Frank Lloyd Wright, Alvar Aalto e Charles Eames consiste in una ricerca costante di progettazione integrale, dove le idee volumetriche e spaziali dell’Architettura si confrontano e proseguono anche nel disegno di mobili su misura per gli interni.
Insieme agli iniziali studi di ingegneria questa filosofia gli fu di fondamentale aiuto nello sviluppo di modelli per il Design Industriale, modelli non concepiti in modo astratto ma originati da contesti e necessità specifiche in una logica di esattezza sia formale che costruttiva.
Eugenio Gerli amò anche integrare l’essenzialità delle linee architettoniche con un coerente e forte legame con le arti visive, collaborando con artisti quali Arnaldo Pomodoro, Lucio Fontana, Blasco Mentor, Pietro Cascella, Guido Somarè.
La mostra dedicata ad Osvaldo Borsani alla Triennale di Milano - 16 maggio 16 settembre 2018 - curata e disegnata da Lord Norman Foster e Tommaso Fantoni con l'esposizione di sedici opere di architettura e design di Eugenio Gerli rende omaggio all'opera e costituisce importante contributo alla riscoperta di questo "maestro dimenticato" (Marco Romanelli)
Nel 1950 Inizia l’attività professionale di architetto.
Dal 1977 entrano a far parte dello studio i figli Enrico e Guido, architetti, con cui Gerli condivide i successivi progetti.

## Opere principali di architettura

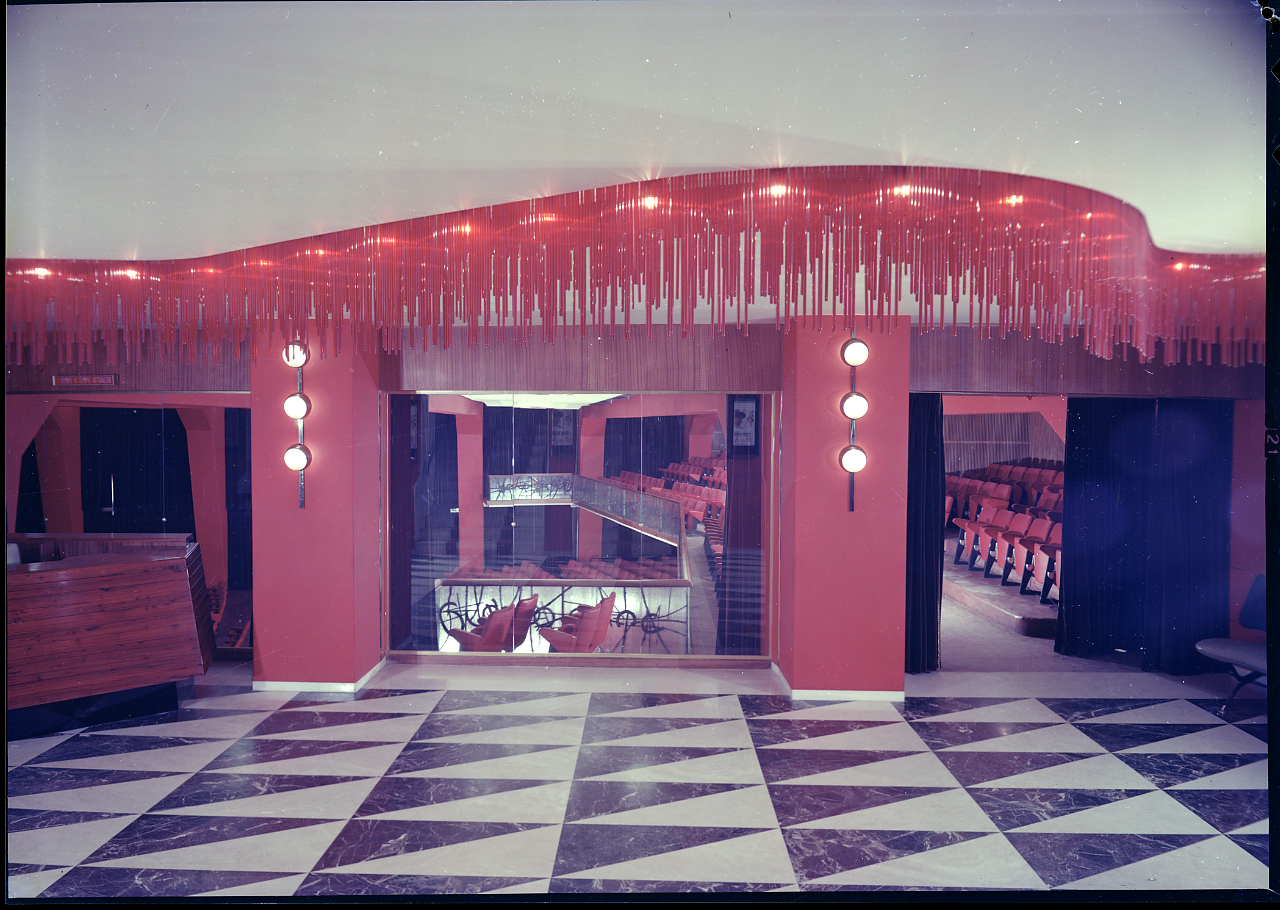
Cinema Ambasciatori, Milano (1954-1955). Foto di Paolo Monti.

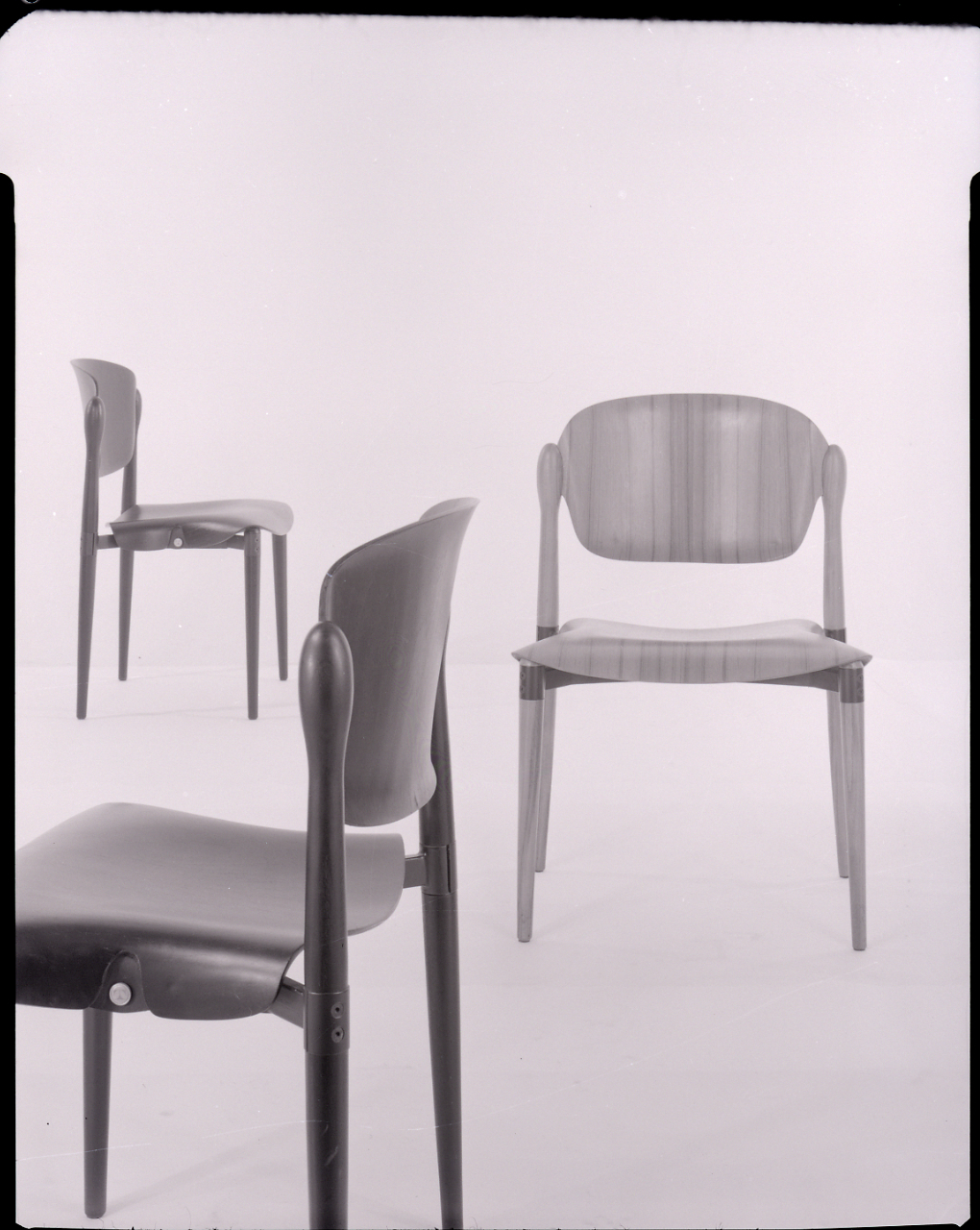
Sedia impilabile S83 Eugenio Gerli anno 1962

- 1950- Clinica Cardiologica Villa Adele Laveno-Mombello per la quale (in collaborazione con Mario Cristiani) disegna anche gli arredi specifici: letti regolabili e poltrone inclinabili[18]
- 1954/55- Cinema Ambasciatori a Milano con anche disegno di tutti gli arredi e luci integrate[1][19][20][21][22][23][24]
- 1955- Villa al Lago Maggiore - Portovaltravaglia[25][26]
- 1956- Villa Seralvo - Meda[27][28]
- 1957- Negozio pilota Tecno via Montenapoleone con solai in vetro trasparente (con Osvaldo Borsani) - Premio speciale concorso Vis Securit-Domus 1960[29][30][31][32][33][11][34]
- 1958- Appartamento di un collezionista d'arte- via Mascagni - Milano[10][33]
- 1959- Casa di abitazione - viale Coni Zugna 23 - Milano
- 1962/63- Condominio orizzontale - Sirtori[35][36]
- 1968/1972- Ristrutturazione ed ampliamenti Sede Confcommercio (Unione Commercio e Turismo) Palazzo Castiglioni (1903) - Corso Venezia - Milano[9][37][38]
- 1972- Nuova palazzina uffici Unione Commercio e Turismo - via Marina - Milano[1][9][37][38]
- 1970- Ristorante El Toulà - Milano[39][40]
- 1971- Villa Gatti - La Pinetina - Appiano Gentile (Como)
- 1972- Club House - Golf La Pinetina - Appiano Gentile (Como)[1][41][42]
- 1972 - Villa Orlando - La Pinetina - Appiano Gentile (Como)
- 1973- Villa Casale - La Pinetina - Appiano Gentile (Como)
- 1974-  Villa Colombo - La Pinetina - Appiano Gentile (Como)[17]
- 1962 e 1974- Uffici e stabilimenti Tecno S.p.A. (con Osvaldo Borsani) - Varedo - (Monza/Brianza)[11][43]
- 1974-  Palazzo ARBO - via Bigli 22 - Milano[44]
- 1974/1978- Showroom Tecno a Milano, Roma, Torino, Parigi, Napoli[44][45]
- 1976/77- Sede ETRO S.p.A. - via Spartaco - Milano[1][46]
- 1978- Penthouse Dome (con Osvaldo Borsani) - Riyadh - SA[1][11][47][48]
- 1978- Mensa Breda Fucine - Sesto San Giovanni (Milano)[49]
- 1979- Villa Flenda - La Pinetina - Appiano Gentile (Como)
- 1982- Progetto Palazzo uffici EUR per Confcommercio - (con Arch. Enrico Gerli)   - Roma
- 1983- Villa Bonomi a Castel d’Agogna (Pavia)[17]
- 1983- Sede Banca Popolare della Murgia - (con Arch. Enrico Gerli) - Gravina (Bari)[50]
- 1984 e 1988- ETRO Interior via Pontaccio - Milano[1][51]
- 1985- Sede Banca Popolare della Murgia - Corato (Bari)
- 1987- Progetto villa Koskotas sulle colline di Atene
- 1987 e 1990- ETRO Store - via Montenapoleone - Milano[1][51]
- 1988- Profumeria ETRO via Verri - Milano[1][51]
- 1988- Nuova sede Enasco - via del Melangolo - Roma[52]
- 1990- Nuova Sede ETRO S.p.A. - via Spartaco - Milano[1][46]
- 1998- Appartamento privato - Monza[17]
- 1976/2000- ETRO Stores a Londra, Parigi, New York, Roma, Singapore, Los Angeles[1][46][53]
- 2003- Parlamentino - Unione Confcommercio - corso Venezia 49 Milano[1]
- 2002/2004- Nuovi uffici - Istituto Centrale delle Banche Popolari - via Cavallotti 14 / via Verziere 11- Milano[54]

## E.G. Designer

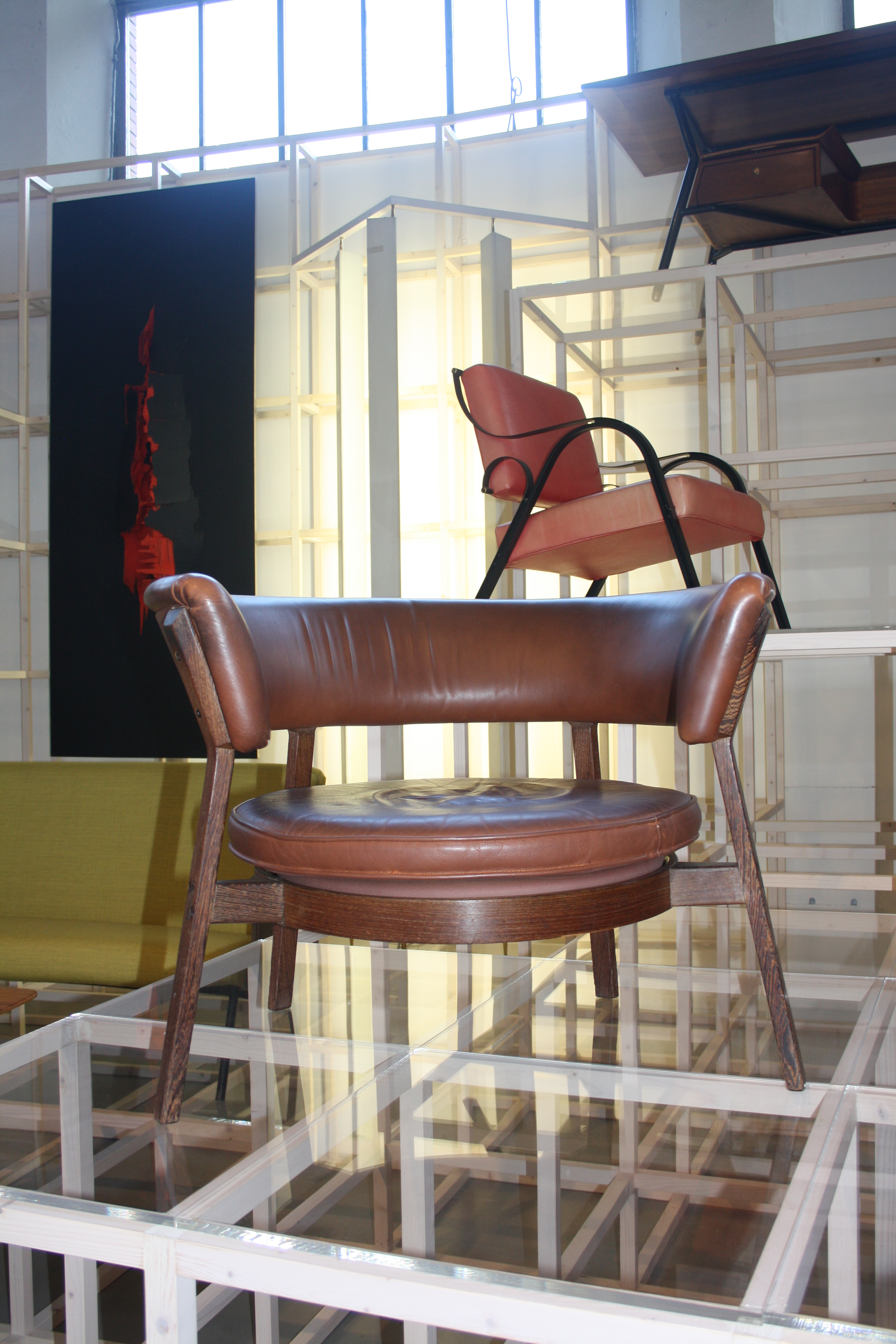
Poltrona P28 anno 1958

Eugenio Gerli è ricordato principalmente per il disegno di mobili, alcuni dei quali, diventati ormai dei classici del Design, sono presenti nelle collezioni della Triennale di Milano, del Centre Pompidou, del MAD Musée des Arts Décoratifs al Louvre e dello Stedelijk Museum Amsterdam.
Ancora studente, nel 1947 iniziò l’attività con una ricerca ed una sperimentazione diretta sull’uso del compensato partecipando nell’inverno del 1948/49 ad una mostra da Fede Cheti con una sedia a tre gambe tutta in compensato curvato.
Fonda un laboratorio denominato Forma per la produzione di prototipi e di serie sperimentali.
1950-52 Realizza una clinica per malati di cuore a Laveno-Mombello per la quale, in collaborazione con Mario Cristiani, disegna arredi specifici: letti regolabili e poltrone inclinabili.
1952-1954 Alla progettazione di mobili in compensato e materiali più tradizionali affianca la ricerca e la sperimentazione con un feltro irrigidito con resine.
1954 Quattro modelli Forma, sia con feltro che con compensato, vennero presentati alla X Triennale nella sezione allestita da Franco Albini, di cui 2 sono stati inseriti nel 2007 nella collezione permanente della Triennale.
1954-1956 Per la ditta Rima di Padova disegna alcune innovative sedute:
- poltroncina P28 Rima con struttura metallica - seduta in cuoio intrecciato con schienale e braccioli continui in compensato curvato impiallacciato.
- Modello P 75 con Mario Cristiani - poltroncina girevole con base in fusione in lega e giunto oscillante in gomma di derivazione automobilistica.[8][24][33][70][73][74]

- Divani con schienale in feltro plastico per atrii cinema Ambasciatori.[8]

1957 Inizia una lunga collaborazione con la ditta Tecno S.p.A. firmando molti prodotti di successo tra i quali il celebre sistema per uffici Graphis, "la rivoluzione copernicana", la poltrona P28, la sedia in compensato curvato con struttura metallica S83, la poltroncina a due scocche PS142 Clamis, il tavolo a farfalla T92, il mobile a due valve B106 Jamaica.

## Opere principali di disegno industriale
- 1956 Tavolo ingrandibile a farfalla con Mario Cristiani[75] - Premio al concorso Fòrmica-Domus (prodotto nel 1960 da Tecno con la denominazione T92)[14][32][76][77][78][79][80][81][16][82][11][83]
- 1957 Letto composto da piani intersecanti -  Premio al concorso Fòrmica-Domus.[32][84]
- 1957 Sedia S3 smontabile in compensato curvato - Tecno (prototipo Gerli del 1951).[8][15][16][32][33][85][86]
- 1958 Poltrona P28 (trecentosessanta) impostata sul cerchio[11][14][15][58][70][81][87][88][89]
- 1962 Serie di sedie smontabili S81- S82- S83[11][14][15][16][56][58][76][80][81][82][83][87][89][90][91]
- 1963 Tavolo T97 a coulisse[14][34]
- 1963 Tavolini T68 con piano composto da elementi variabili  (con Osvaldo Borsani)[11][14]
- 1963 Tavolo T69-T102 con base centrale a fusione ad incastro (con Osvaldo Borsani)[11][13][14][15][16][89][92]
- 1963 “Servomuto” con vassoi girevoli[14][16][34]
- 1963 Letto L79 (con Osvaldo Borsani)[14]
- 1964 TavoloT87 a due altezze con estetica modificabile  (medaglia d'oro alla XIII Triennale di MIlano)[11][14][70][81]
- 1965 Libreria E101 Domino - superamento del mobile finito con 5 elementi lineari e componibili iniziando una ricerca volumetrica e coloristica che condurrà al progetto Graphis del 1967[14][16][81][93]
- 1965 Divano e Poltrona D/P73 Sir[14][81]
- 1966 Mobile bar B106 Jamaica - a guscio di noce[11][14][15][16][58][92][94]
- 1966 Poltrona e Divano P104 e D104 Jacqueline[14][15]
- 1967 Letto L108 Holland[14][15][16]
- 1967 Sistema per uffici Graphis – produzione 1968 (con Osvaldo Borsani) - il superamento del mobile finito con soli 2 elementi da comporre in libertà (Patented May 16/1972 US3663079 A[95])[1][8][11][14][92][96][97][98][99][100][101][102]

- 1969 Contenitore T128 Revolver a tamburo rotante[14]
- 1968 Poltroncina in materiale plastico - Margherita[14][15][16][96][103][104]
- 1969 Poltroncina imbottita PS 142 Clamis a due scocche speculari  (Patented July 18 -1972 - US D224285 S[105])[11][14][16][39][92][106]
- 1969 Vasi L1- L2- L3[14]
- 1975 Librerie a vetri scorrevoli E333[14]
- 1979 Serie P/D 225 - sedute finite o componibili con angoli in legno (con Enrico Gerli)[14][16][17]
- 1984 Sedute per ufficio P131 (con Guido Gerli)[14][17]
- 1985 Poltrona P121 con schienale reclinabile (con Enrico Gerli)[14][17]
- 1988 Sedute per ufficio Aries E,M,O (con Guido Gerli e Centro Progetti Tecno)[14][17]

## Riconoscimenti
Numerosi furono i premi e i riconoscimenti, tra i quali si citano:
- Premio al concorso Fòrmica- Domus 1956 - Tavolo ingrandibile a farfalla (con Mario Cristiani)
- Premio al concorso Fòrmica-Domus 1957 - Letto composto da piani intersecanti
- Premio speciale concorso Vis Securit-Domus 1960 - Negozio Tecno via Montenapoleone con solai in vetro
- Medaglia d'oro XIII Triennale di Milano - 1964
- Selezione Compasso d'Oro ADI 1970 - Sistema Graphis
- Selezione Compasso d'Oro ADI 1970 - Tavolo T92